# Układ biortogonalny
Układ biortogonalny – dla przestrzeni unormowanej {\displaystyle X,} indeksowany ciąg elementów {\displaystyle X\times X^{*}} postaci {\displaystyle ((x_{t},x_{t}^{*}))_{t\in T}} o tej własności, że {\displaystyle x_{s}^{*}x_{t}=\delta _{st}} (zob. symbol Kroneckera). Indeksowany ciąg {\displaystyle (x_{t})_{t\in T}} punktów p. {\displaystyle X} nazywany jest minimalnym, jeżeli istnieje ciąg {\displaystyle (x_{t}^{*})_{t\in T}} punktów p. {\displaystyle X^{*}} taki, że {\displaystyle ((x_{t},x_{t}^{*}))_{t\in T}} jest układem biortogonalnym. Przy pomocy twierdzenia Hahna-Banacha dla każdej przestrzeni unormowanej można podać przykład układu biortogonalnego. Dokładniej, ciąg {\displaystyle (x_{t})_{t\in T}} jest minimalny wtedy i tylko wtedy, gdy dla każdego {\displaystyle t\in T{:}}
{\displaystyle x_{t}\notin {\mbox{cl lin}}\{x_{s}\colon \,s\in T\setminus \{t\}\}.}
Definicję układu biortogonalnego można mutatis mutandis rozszerzyć na klasę przestrzeni liniowo-topologicznych o nietrywialnych przestrzeniach sprzężonych.

## Istnienie układów biortogonalnych
- W każdej ośrodkowej przestrzeni Banacha {\displaystyle X} dla każdego {\displaystyle \varepsilon >0} istnieje taki przeliczalny układ biortogonalny {\displaystyle ((x_{n},x_{n}^{*}))_{n},} że wektory {\displaystyle x_{n}} są liniowo gęste w {\displaystyle X,} jeżeli {\displaystyle \langle x_{n},x\rangle =0} dla każdego {\displaystyle n} to {\displaystyle x=0} oraz

{\displaystyle \|x_{n}^{*}\|\cdot \|x_{n}\|<1+\varepsilon }
dla wszelkich {\displaystyle n}.

## Bazy Markuszewicza
Niech {\displaystyle X} będzie przestrzenią unormowaną. Układ biortogonalny {\displaystyle ((x_{t},x_{t}^{*}))_{t\in T}} nazywany jest:
- fundamentalnym, jeżeli

{\displaystyle {\mbox{cl lin}}\{x_{t}\colon \,s\in T\}=X.}
- totalnym, jeżeli

{\displaystyle {\mbox{cl}}_{w^{*}}{\mbox{lin}}\{x_{t}^{*}\colon \,s\in T\}=X^{*}} (gdzie {\displaystyle {\mbox{cl}}_{w^{*}}} oznacza operację domknięcia w sensie *-słabej topologii),
- bazą Markuszewicza (albo M-bazą) gdy jest fundamentalny i totalny,
- układem Auerbacha, jeżeli {\displaystyle \|x_{t}\|=\|x_{t}^{*}\|=1} dla każdego {\displaystyle t\in T,}
- bazą Auerbacha, jeżeli jest bazą Markuszewicza i układem Auerbacha.

Nazwa pojęcia bazy Markuszewicza pochodzi od nazwiska rosyjskiego matematyka, Aleksieja Markuszewicza. Każda ośrodkowa przestrzeń Banacha ma M-bazę. Problem istnienia M-baz dla przestrzeni Banacha typu WCG jest ciągle otwarty. Prawdziwe jest natomiast następujące twierdzenie Auerbacha, że każda skończenie wymiarowa przestrzeń Banacha ma bazę Auerbacha.

## Układy biortogonalne dużej mocy
Kenneth Kunen podał jako pierwszy, pod założeniem hipotezy continuum, przykład przestrzeni Banacha, której wszystkie układy biortogonalne są przeliczalne (Kunen nie opublikował swojego wyniku – pojawił się on w monografii). Kolejny przykład, pod założeniem diamentu Jensena, podał Saharon Szelach.